# جورج أوغيلفي
جورج أوغيلفي (بالإنجليزية: George Ogilvie)‏ هو مخرج أسترالي، ولد في 5 مارس 1931 في غولبرن في أستراليا.

## وصلات خارجية
- جورج أوغيلفي على موقع IMDb (الإنجليزية)
- جورج أوغيلفي على موقع ألو سيني (الفرنسية)
- جورج أوغيلفي على موقع أول موفي (الإنجليزية)
- جورج أوغيلفي على موقع قاعدة بيانات الأفلام السويدية (السويدية)
- جورج أوغيلفي على موقع قاعدة بيانات الفيلم (الإنجليزية)
- جورج أوغيلفي على موقع كينوبويسك (الروسية)